# Columba de Rieti
Columba de Rieti, O.T.S.D., (Italiano: [ˈrjeːti] (escutarⓘ); 2 de fevereiro de 1467 – 20 de maio de 1501) foi uma religiosa italiana da Ordem Terceira de São Domingos notada por seu misticismo. Seu reconhecimento veio pelos conselhos espirituais e pela devoção ao Santíssimo Sacramento, assim como pelos milagres a ela atribuídos. Sua beatificação ocorreu em 1625.

## Biografia
Columba nasceu Angelella Guardagnoli, numa família pobre na cidade de Rieti. A lenda diz que, quando ela nasceu, anjos reuniram-se em torno da casa dela, cantando, e que durante seu batismo, uma pomba desceu à pia batismal. Dali em diante, ninguém mais se referiu a ela como Angelella, mas como Columba (pomba).
Ainda pequena, Columba aprendeu a fiar e a costurar, reparando as vestimentas dos religiosos dominicanos. Ela foi educada por freiras dominicanas. Ainda adolescente, orou para conhecer sua vocação na vida e recebeu uma visão de Cristo em um trono cercado por santos. Ela tomou isto como um sinal para dedicar-se a Deus, fez um voto privado de castidade e passou a dedicar seu tempo à oração. Quando soube que seus pais estavam lhe preparando um casamento arranjado, cortou o cabelo e o enviou ao seu pretendente, de modo a fazê-lo saber qual era seu interesse e vocação.
Columba tornou-se uma integrante da Ordem Terceira dos Dominicanos aos 19 anos. Reputadamente dada a êxtases, durante um deles seu espírito viajou à Terra Santa. Ela tornou-se muito procurada como conselheira espiritual. Diz-se que os cidadãos de Narni tentaram sequestrá-la para que ela fosse a milagreira deles, mas Columba escapou. Essa mesma população mais tarde lutou para manter a religiosa e mística local, a Beata Lúcia.
Após pressões para que ela deixasse Rieti, Columba vagou por algum tempo, sem ter ideia aonde estava indo. No caminho, ela foi presa em Foligno por vadiagem. O bispo local ordenou-lhe que fosse a Perúgia e lá entrasse num convento de Terceira Ordem, o que ela fez, mesmo com fortes objeções dos cidadãos de Foligno e Rieti, que a queriam em suas cidades. Ela trabalhou extensivamente pelos pobres em Perúgia, tanto que sua santidade reportadamente irou Lucrécia Bórgia por anos. Em certo momento Lucrécia lançou uma acusação por bruxaria. Por outro lado, o Papa Alexandre VI, o pai de Lucrécia, tinha Columba em alta estima, consultando-se com ela e tendo recebido dela uma severa admoestação para arrepender-se.
Columba passou 11 anos como prioresa em Perugia, falecendo em 2 de maio de 1501, aos 34 anos de idade. A lenda diz que na hora de sua morte, sua amiga e colega de Ordem, a Beata Hosana de Mântua, viu a alma de Columba como uma "radiância erguendo-se ao céu." A cidade inteira participou do funeral, pago pelos religiosos da cidade. Ela foi beatificada em 25 de fevereiro de 1625 pelo Papa Urbano VIII, e seu dia litúrgico é celebrado pela ordem dominicana no aniversário de sua morte.